# Международная премия имени Христо Ботева
Международная премия имени Христо Ботева (болг. Международна ботевска награда) — болгарская литературная премия, учреждённая в 1972 году в память о выдающемся болгарском поэте, журналисте и революционере Христо Ботеве. Вручается за значительный вклад в мировую литературу каждые 5 лет начиная с 1976 года. награда не вручалась в 1991 году, в качестве исключения внеочередная премия была присуждена в 2008 году Александру Солженицыну.

## Лауреаты

### 1976
- СССР Алексей Сурков
- Куба Николас Гильен
- Франция Пьер Сегерс[англ.]
- Венгрия Ласло Надь

### 1981
- Сирия Ахмад ал-Ахмад
- Испания Рафаэль Альберти
- СССР Расул Гамзатов
- Югославия Мирослав Крлежа

### 1986
- Уругвай Марио Бенедетти
- Германия Гюнтер Вальраф
- СССР Нил Гилевич
- СССР Дмитрий Павлычко

### 1996
- Болгария Валери Петров
- ЮАР Надин Гордимер

### 2001
- Болгария Никола Инджов[болг.]
- Северная Македония Бранко Цветкоски[болг.]

### 2006
- Россия Евгений Евтушенко

### 2008
- Россия Александр Солженицын

### 2011
- Россия Александр Руденко